# Stazione di Lindau (Anhalt)
La stazione di Lindau (Anhalt) (ufficialmente: Lindau (Anh)) era una stazione ferroviaria tedesca, posta sulla linea Berlino-Blankenheim. Serviva l'omonimo centro abitato, oggi frazione di Zerbst.